# André Masson (artiste)
Pour les articles homonymes, voir André Masson et Masson.
André Masson, né le 4 janvier 1896 à Balagny-sur-Thérain (Oise) et mort le 28 octobre 1987 à Paris, est un peintre, graveur, illustrateur et décorateur de théâtre français.
Il participe au mouvement surréaliste durant les années 1920 et en conserve l'esprit jusqu'en 1945. De façon plus marginale, il a également pratiqué la sculpture.
Célèbre pour ses « dessins automatiques » et ses « tableaux de sable », il est marqué sur un plan esthétique par « l'esprit de métamorphose » et « l'invention mythique » et plus encore - sur un plan éthique - par un anticonformisme viscéral : « Étant tout enfant, j’avais horreur de tout ce qui était conformiste », y compris au sein du groupe surréaliste dont il s'éloigne à peine il y est entré et qu'il dénonce comme « orthodoxe ». Il apparaît du coup comme un « rebelle » ou un « dissident ».
Ayant échappé de peu à la mort pendant la Première Guerre mondiale et sensible aux écrits de Sade et de son ami Georges Bataille, son œuvre peut être interprétée comme un questionnement sans concession de la barbarie humaine et des comportements pervers. Cette préoccupation primant chez lui sur toute considération esthétique, la critique explique le rôle marginal qu'il joue dans l'art moderne par le fait qu'« il ne s'est jamais soucié de plaire ».
Son influence est principalement notable à New York où il séjourne, pendant la Seconde Guerre mondiale, fuyant l'Allemagne nazie. Ses tableaux rompant en effet avec le schéma classique de figures se détachant sur un fond (afin de symboliser au mieux l'état de confusion mentale qui - selon lui - régit son siècle), ils servent de références aux peintres Jackson Pollock et Arshile Gorky, fondateurs de l'expressionnisme abstrait.
En revanche, les quarante dernières années de sa carrière (à partir de son retour des États-Unis) sont généralement boudées par la critique.

## Biographie

### Les débuts
André Masson est le fils d'un représentant en papiers peints. Sa famille s'installe à Lille en 1903, puis à Bruxelles deux ans plus tard. Il se forme très tôt à la peinture, étudiant à l'Académie royale des beaux-arts de 1907 à 1912. Il y apprend surtout la décoration murale et reçoit un premier prix de décoration. Sa première émotion artistique naît de la découverte de la peinture de James Ensor, dont il dit plus tard qu'il appréciait d'autant plus ce peintre qu'il était « considéré comme un dément par son époque ».
Un de ses enseignants lui fait découvrir l’œuvre du poète Émile Verhaeren et persuade ses parents de lui faire poursuivre sa formation à Paris. En 1912, il quitte la Belgique et s'inscrit dans l'atelier du fresquiste Paul Baudoüin, à l'École nationale des Beaux-Arts jusqu'en avril 1914. Après un voyage en Toscane à la suite d'une bourse d'études, il se rend à Berne puis s'engage dans l'infanterie un an plus tard. Grièvement blessé à la poitrine au cours de l'offensive du Chemin des Dames, en avril 1917, et pendant un temps laissé pour mort dans un cratère de bombe, il séjourne dans divers hôpitaux jusqu'à l'Armistice. De cette guerre, il garde toute sa vie une répulsion pour le bellicisme et la traduit dans plusieurs de ses œuvres, dont les Massacres, en 1934.
Après le conflit, Masson séjourne quelque temps dans une cabane abandonnée sur la rive de l'étang de Berre, puis se rend à Collioure, sur les pas de Henri Matisse et André Derain et enfin à Céret, se laissant influencer à la fois par Paul Cézanne et Vincent van Gogh (Paysage de Céret, Environs de Céret). Il s'y installe en avril 1919 et y rencontre le peintre Chaïm Soutine. L'année suivante, Franck Burty Haviland l'accueille chez-lui au Couvent des Capucins de Céret où il épouse Odette Cabalé (1899-1984), originaire de la ville. Après la naissance de leur fille, la famille s'installe à Paris, dans le quartier de Montmartre.

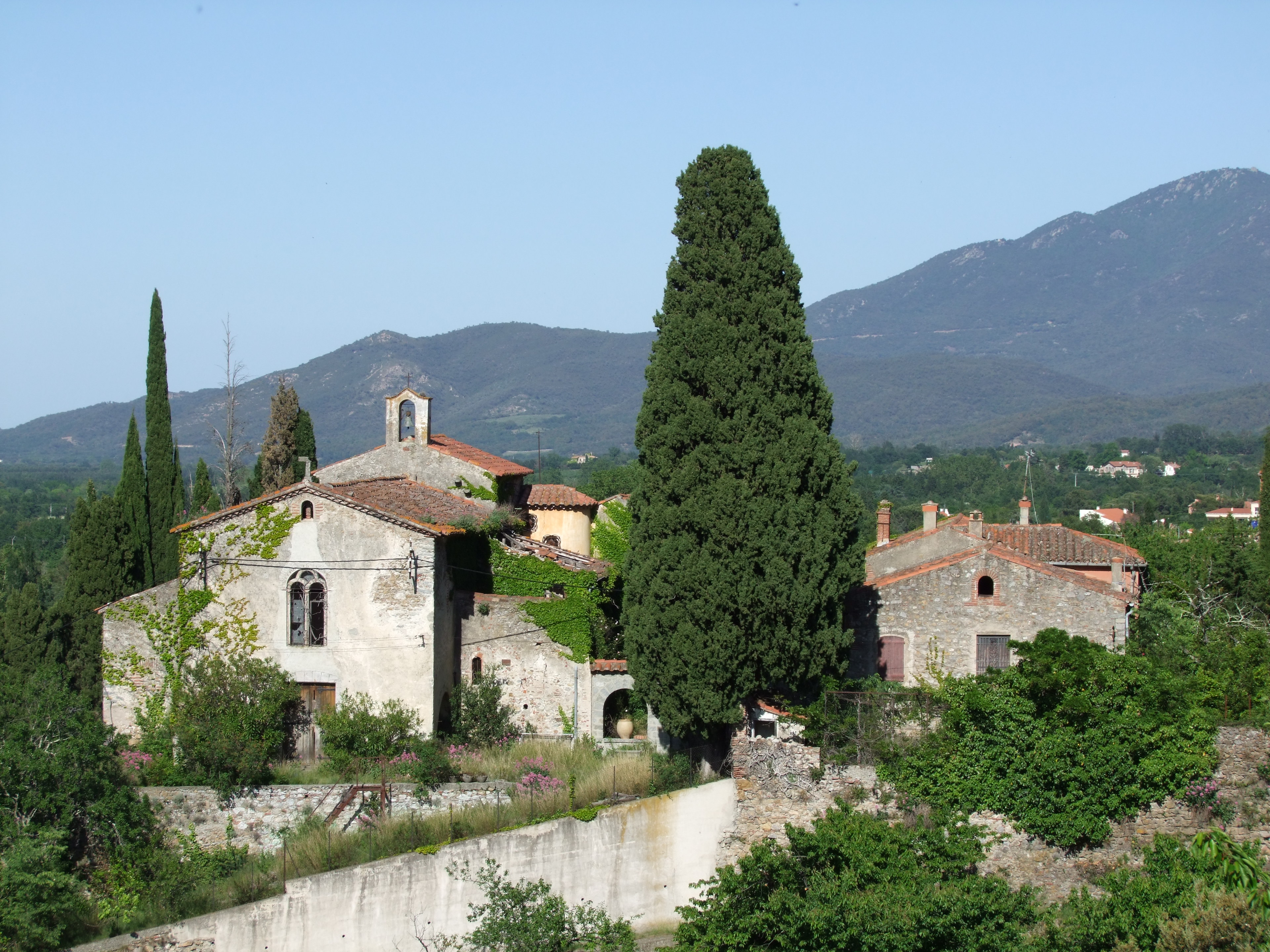
André Masson a peint son tableau « le couvent des capucins à Céret » depuis cette vue.

### Le surréalisme

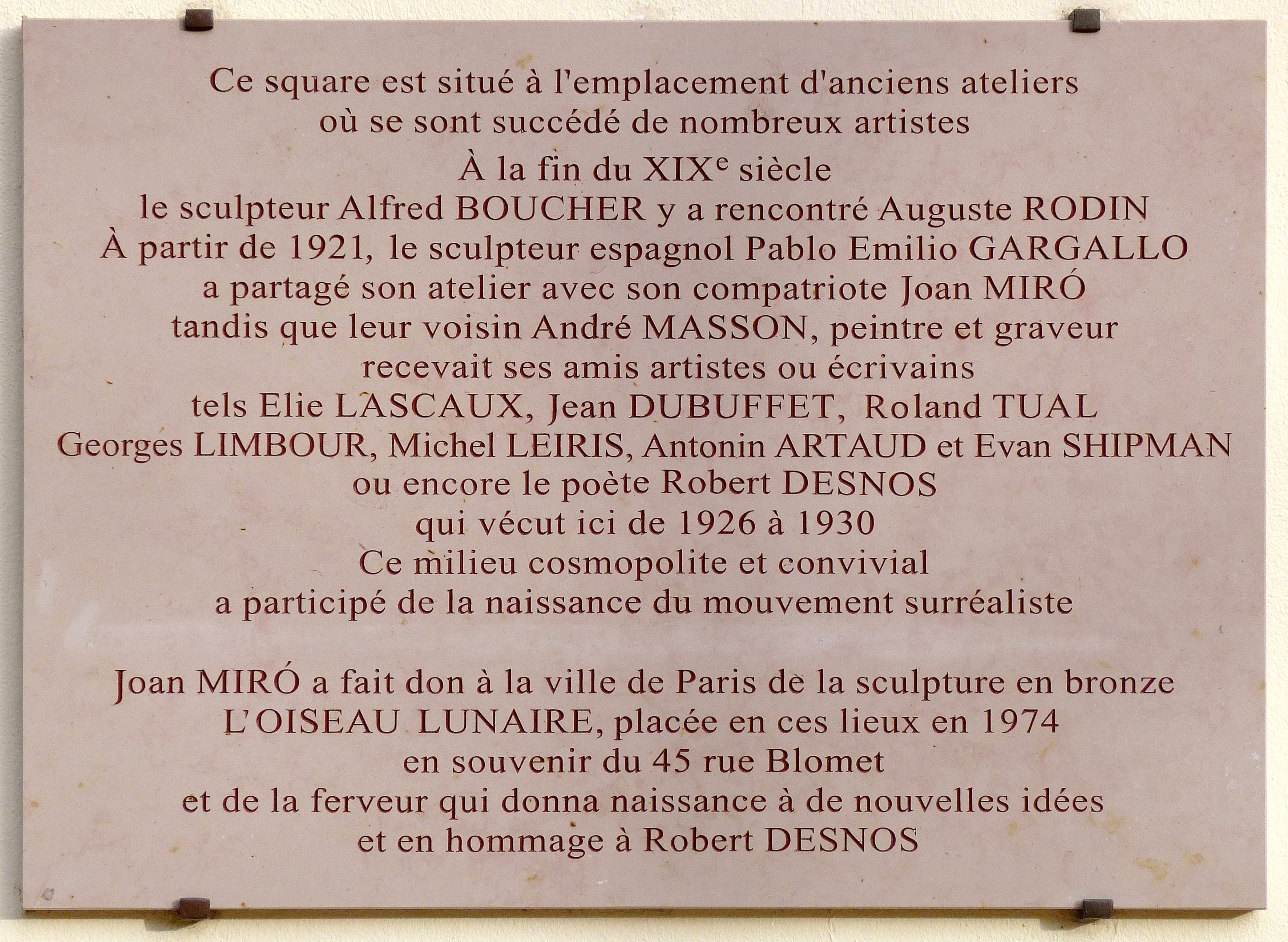
Plaque commémorative au no 45 rue Blomet à Paris, 15e arrondissement

La carrière de Masson commence véritablement en 1922, quand il s'installe au no 45 rue Blomet. Alors que ses œuvres témoignent de son intérêt pour le cubisme, le contact avec Miró, qu'il a pour voisin et avec qui il partage le même atelier, le fait évoluer vers une quête d'irrationnel. Plus encore sa rencontre avec les écrivains Roland Tual, Max Jacob, Antonin Artaud, Georges Limbour, Michel Leiris, Louis Aragon et Robert Desnos. L'atelier de la rue Blomet devient « l'équivalent pour le surréalisme du Bateau-Lavoir pour le cubisme ». Des années plus tard, Masson le décrit comme un « anti-cénacle » réunissant des « fanatiques » de « liberté », animés par la « certitude qu’il n’y avait d’ouverture que dans la transgression ».
En octobre de la même année, Masson se lie par un contrat verbal à la galerie Simon de Kahnweiler et y expose en février 1924, vendant toutes ses œuvres. Fréquentant également Juan Gris, les références au cubisme ne disparaissent pas complètement de ses tableaux mais son intérêt pour les productions dadaistes (notamment par l'intermédiaire de Limbour et Aragon) prend l'ascendant. Un contact est déterminant dans la carrière de Masson, celui avec le poète et écrivain André Breton, qui témoigne un vif intérêt pour les théories sur l'inconscient élaborées par la psychanalyse et qui a lui-même rencontré Sigmund Freud en 1922
Recevant Breton dans son atelier en 1924, Masson lui vend sa toile Les Quatre éléments et rejoint le groupe des surréalistes dont le manifeste (rédigé par Breton) est publié au mois d'octobre. Le texte donne cette définition du mot « surréalisme » : « automatisme psychique pur par lequel on se propose d’exprimer, soit verbalement, soit par écrit, soit de tout autre manière, le fonctionnement réel de la pensée. Dictée de la pensée, en l’absence de tout contrôle exercé par la raison, en dehors de toute préoccupation esthétique ou morale ».
Deux mois plus tard, en décembre 1924, parait le premier numéro de la revue La Révolution surréaliste, dirigée par Breton. Au fil des cinq ans qui suivent naît une divergence entre Masson et Breton quant à l'interprétation du concept d'« automatisme » ; divergence qui conduit finalement Masson à rompre avec le mouvement et - provisoirement - avec Breton lui-même.

#### Écriture et dessin automatiques

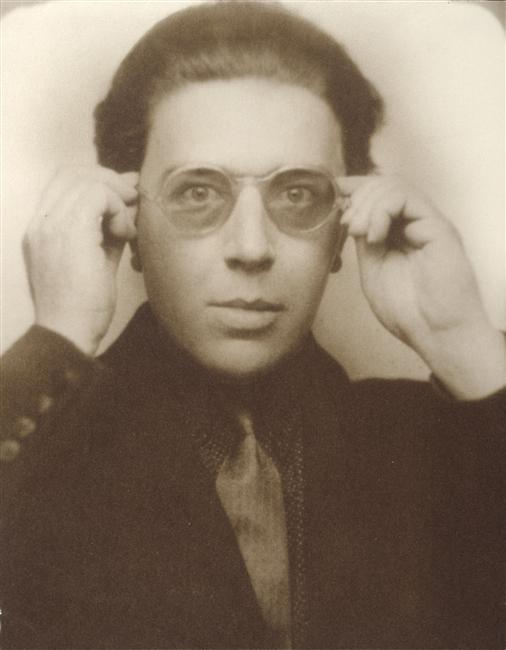
André Breton en 1924.

En 1927, inspiré par le principe de l'écriture automatique développé par Breton, Masson crée ses premiers « dessins automatiques ». Toutefois, le poète Georges Limbour, ami de Masson, estime plus tard que cette influence n'était qu'apparente et qu'en réalité tout opposait dès le début les deux hommes : 

« Si l’automatisme a été l’un des grands procédés surréalistes, il convient de remarquer que celui qui était recommandé par Breton dans ses manifestes étaient un automatisme méthodique, volontaire, extrêmement discipliné et dont les règles étaient formulées avec une grande précision. L’automatisme qui a présidé à l’élucubration de certains dessins de Masson est au contraire involontaire et tout spontané, c’est pourquoi il ne refuse pas, si elle se présente momentanément, sur une hésitation, l’intervention de la lucidité. […] L’automatisme n’est donc pas chez lui une méthode de création propre à remplacer d’autres moyens défaillants, un sondage expérimental de l’inconscient, elle est le mouvement naturel de l’inspiration, la vivacité de l’invention. »

— Georges Limbour

Le critique Bernard Noël estime également que Breton et Masson ont des approches toutes différentes de l'automatisme mais il l'exprime en ces termes : 

« Lorsque André Breton décrit les séances d'écriture automatique, il en parle comme d'une expérience mystique, dans des termes proches de ceux employés par Saint Jean de la Croix. Lorsque André Masson parle du dessin automatique, il évoque les images dérangeantes que cela soulève. »

— André Masson, Rencontre avec Bernard Noël, Gallimard, 1993

Masson explique lui-même plus tard sa divergence avec Breton : 

« Au fond, je pensais, contrairement à Breton, que la valeur primordiale ne serait jamais l’automatisme, mais l’esprit dionysiaque ; l’automatisme peut très bien s’intégrer à l’esprit dionysiaque, qui correspond à une sorte d’état extatique et explosif permettant de sortir de soi, de donner libre cours à ses instincts et, par là, mener à l’automatisme. Mais, pour moi, le sentiment dionysiaque est plus permanent que l’automatisme, car l’automatisme est absence du conscient. [Breton] aurait été plutôt apollinien d’une certaine manière. Les égarements que je pratiquais lui étaient absolument étrangers. »

— André Masson, Vagabond du surréalisme éd. Saint-Germain-des-Prés, 1975, p. 80.

#### Rencontres, voyages, ruptures
Durant l'été 1925, l'artiste séjourne à Antibes où il côtoie Picasso. L'année suivante, il s'installe à Sanary-sur-Mer, où il invente le procédé des « tableaux de sable » en étalant de la colle sur le support de façon aléatoire puis en y projetant du sable.
En 1928, il voyage en Hollande et en Allemagne et s'initie à la gravure, à la sculpture (Métamorphose) ainsi qu'au décor de théâtre ou d'intérieur : Pierre David-Weill lui demande de décorer son appartement parisien. La même année, sous l'influence de Bataille, Masson s'adonne également à l'illustration de textes poétiques : Justine de Sade et Histoire de l'œil, de Bataille lui-même. Le graphisme devient alors nerveux et tourmenté, traduisant un mélange d'érotisme et de perversion. Pour des raisons liées à leurs parcours de vie respectifs, les deux hommes partagent un même questionnement, teinté de fascination, sur la cruauté humaine.
L'année 1929 est celle des ruptures : tout d'abord celle avec son épouse (Masson entretient alors une liaison avec l'artiste anglaise Paule Vézelay) ; celle également avec son premier marchand, Kahnweiler (qu’il quitte pour Paul Rosenberg) ; celle enfin avec Breton, qui prépare à l'époque la rédaction du deuxième manifeste surréaliste et qu'à ce titre il juge dogmatique. Il tisse alors une solide amitié avec Georges Bataille, lequel n'a jamais adhéré officiellement au mouvement surréaliste, jugeant Breton « moraliste » et même « puritain ».

### Le lien avec Bataille

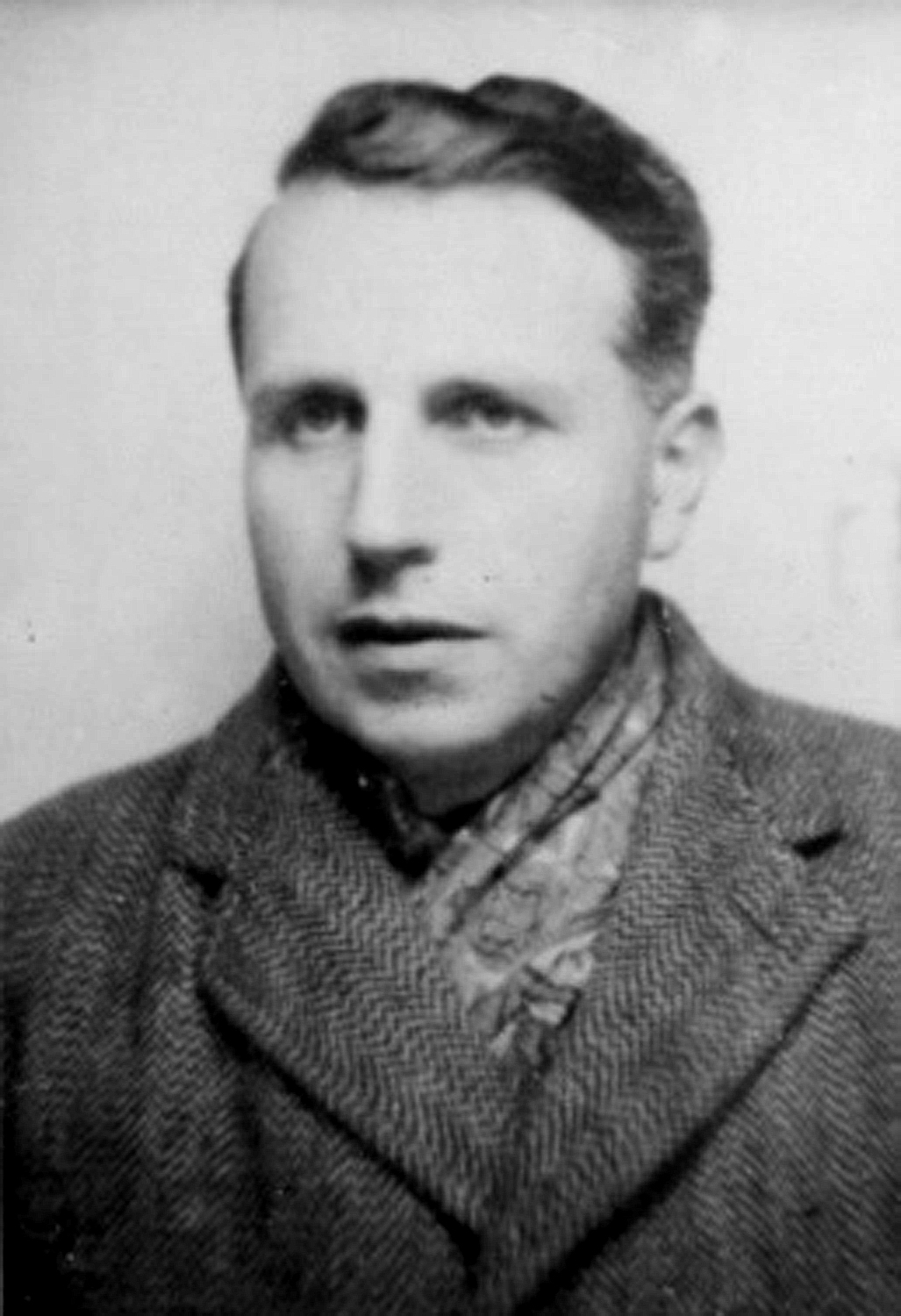
Georges Bataille vers 1943.

En 1931, Masson illustre le Dossier de l'œil pinéal. L'anus solaire de Georges Bataille, publié clandestinement en raison de son caractère délibérément scabreux. Il ne quitte pas pour autant les circuits officiels de l'art : l'année suivante, il répond à une commande des Ballets russes de Monte-Carlo, les décors et costumes du ballet Les Présages, dont la première a lieu en avril 1933. Et cette année-là, ses Massacres sont exposés à New York.
Au printemps 1934, après différents séjours dans le Midi, il s'installe à Tossa de Mar, en Catalogne, foyer d'intellectuels européens et américains et dont la beauté des paysages côtiers attire différents artistes, parmi lesquels Chagall. À cette occasion il découvre la tauromachie. En décembre, il se remarie avec Rose Maklès (1902-1986), belle-sœur de Bataille. En avril 1936, il participe avec celui-ci à la création de la revue Acéphale, dont il conçoit l'effigie. La même année, l'éditeur de la revue édite également Sacrifices, un album de cinq eaux-fortes de Masson, qu'accompagne un texte de Bataille.
Lors du déclenchement de la guerre d'Espagne, en juillet 1936, il soutient les anarchistes par le biais de caricatures. Mais la violence se déployant toujours plus, il quitte le pays en 1937 pour mettre à l'abri sa famille (il a eu deux fils avec Rose : Luis et Diego) et s'installe à Lyons-la-Forêt, un village situé dans l'Eure, en Normandie, dont il garde longtemps un mauvais souvenir. Renouant avec Breton, il participe aux expositions des surréalistes à Londres (1936) et Paris (1938) mais, jusqu'en 1939, il poursuit sa collaboration avec Bataille dans la revue Acéphale, dont il est l'unique illustrateur, sans pour autant adhérer à la société secrète qui lui est liée. Masson, en effet, n'adhère pas du tout au projet de Bataille de « fonder une nouvelle religion ». Et Bataille lui-même convient plus tard du caractère « monstrueux » de ce projet : « Ce fut une erreur monstrueuse ; mais réunis, mes écrits rendront compte en même temps de l'erreur et de la valeur de cette monstrueuse intention. »

### La fuite et l'exode
En juin 1940, tout le nord de la France est occupé. Masson, son épouse (d'origine juive) et leurs fils s'enfuient dans le Cantal, en zone libre.
À la publication du statut des Juifs, en octobre, ils décident de se rendre à Marseille dans l'idée de gagner l'Amérique. Avec l'aide de la comtesse Lily Pastré, ils occupent un pavillon isolé dans les faubourgs de la ville, dans l'attente d'un visa pour les États-Unis qu'ils obtiennent en mars 1941. En attendant, Masson participe aux réunions de la villa Bel Air, qui accueille des écrivains et artistes en voie d'exfiltration grâce au journaliste américain Varian Fry, créateur du Comité américain de secours aux intellectuels,. Bénéficiant de l'aide financière d'une famille juive de riches collectionneurs d'art de Baltimore (les sœurs Saidie May (en) et Blanche Adler), ils embarquent pour le nouveau continent.
Après un séjour de trois semaines en Martinique où il rencontre le poète Aimé Césaire et dont la végétation luxuriante l'émerveille, Masson arrive aux États-Unis en mai 1941. Il s'installe d'abord à New York où il retrouve d'autres intellectuels et artistes européens, dont André Breton et Marcel Duchamp puis à New Preston (Connecticut). Il a pour voisins Alexander Calder, Yves Tanguy et Arshile Gorky. Son œuvre, notamment son Paysage iroquois (1942), « stimule » les peintres de l'expressionnisme abstrait et de l'abstraction gestuelle comme Jackson Pollock. En 1959, le critique d'art américain William Rubin insiste sur le rôle « stimulateur » de Masson tout en se gardant de parier d’« influence » : « Bien que Pollock connût la peinture de Masson et fût stimulé par elle, l’implacable logique de son propre développement empêche d’attribuer à l’œuvre de Masson tout effet critique sur le développement de Pollock. » « Pollock a pu s’inspirer de l’automatisme surréaliste développé par Masson qui dessine librement en laissant divaguer sa main. Mais Masson observe ses lignes enchevêtrées pour voir surgir des formes et des figures qui révèlent son inconscient. Pollock, quant à lui, ne conserve que le souvenir de son geste sans chercher à faire apparaître une image : la trace matérielle du processus compte plus que le résultat final. » À la différence de Pollock, qui évolue vers une abstraction totale, Masson recourt toujours à la peinture à des fins figuratives.
La période américaine constitue cependant pour lui un important changement de repères intellectuels : d'une part, en 1943, il se brouille à nouveau et définitivement, avec André Breton. Son œuvre cesse alors de se référer à des fantasmes nés de l'inconscient. Au début de l'année 1945, il reçoit chez lui Jean-Paul Sartre, qui est alors envoyé spécial de Combat et du Figaro.

### La sérénité aixoise
De retour en France en octobre 1945, Masson vit quelque temps à Lusignan (Vienne), près de Poitiers, mais garde un lien étroit avec Paris, concevant en 1946 les décors d'Hamlet pour la Compagnie Renaud-Barrault au théâtre Marigny et de La Putain respectueuse de Jean-Paul Sartre, jouée au théâtre Antoine.
Découvrant la Provence à la suite d'une invitation de René Char à participer à une exposition à Avignon, Masson s'installe en 1947 au Tholonet, près d'Aix-en-Provence, au pied de la montagne Sainte-Victoire.
S'ouvre alors pour lui une nouvelle période, ponctuée de promenades, de lectures et de visites d'amis, donc relativement calme par rapport à ce qu'il a vécu jusqu'alors. En 1950, il publie Le plaisir de peindre. Sa manière s'adoucit considérablement, au point qu'il manifeste son intérêt pour l'impressionnisme : en 1952, il fait paraître un article dans la revue Verve intitulé « Monet, le Fondateur » dans lequel il établit une filiation William Turner-Claude Monet-Auguste Renoir-Cézanne et où, louant les Nymphéas de Monet, il écrit : « il me plaît très sérieusement de dire de l'Orangerie des Tuileries qu'elle est la Sixtine de l'Impressionnisme ».
Les titres des tableaux évoquant de façon systématique sa relation au paysage (La carrière de Bibemus, La campagne d'Aix en novembre, Montagne après la pluie, Le Mistral …), sa « période aixoise » est souvent dédaignée par les critiques.

### Les honneurs
En 1954, Masson reçoit le Grand Prix national des arts, signe d'une reconnaissance officielle tandis que lui-même « s'ouvre au monde », effectuant jusqu'en 1955 différents voyages (principalement à Venise et Rome) et, jusqu'en 1957, résidant à Paris par intermittence.
En 1958, le cinéaste Jean Grémillon, son ami depuis les années 1930, lui consacre un documentaire de vingt minutes, qui sera présenté l'année suivante, au Festival de Cannes : André Masson et les Quatre Éléments.
La période de la guerre d’Algérie constitue une parenthèse, sa peinture redevenant en effet violente et tourmentée. Ayant conservé ses principes antimilitaristes depuis ses blessures de la Première Guerre, il signe en 1960 le Manifeste des 121, déclaration sur le droit à l’insoumission. Et en 1964, deux ans après la mort de Georges Bataille, il rédige dans la revue de l’école des Chartes la notice nécrologique de son ami au tempérament torturé.
En 1965, André Malraux confie à Masson la décoration du plafond du théâtre de l'Odéon et différentes rétrospectives de son œuvre sont désormais organisées : en 1964 à Berlin (Académie des arts de Berlin) ; en 1965 à Amsterdam (Stedelijk Museum) et à  Paris (Musée national d'Art moderne).
En 1969, son épouse et lui voyagent beaucoup, notamment en Allemagne. À partir de cette date, il se rend régulièrement au Festival de Bayreuth.
En 1974, il raconte dans ses mémoires l'impact de la guerre sur son œuvre.
En 1976, une rétrospective lui est consacrée au Museum of Modern Art de New York puis une autre l'année suivante, cette fois à Paris, au Grand Palais.
En 1979, à la suite d'ennuis de santé, il abandonne la peinture et ne se consacre plus qu'au dessin.
Dans la nuit du 27 au 28 octobre 1987, il meurt à son domicile parisien, 26, rue de Sévigné. On le retrouve le matin, « lampe de chevet allumée, ses mains carrées aux doigts longs et fins tenant un livre ouvert posé sur sa poitrine ». Son épouse et lui sont enterrés au cimetière du Tholonet.
En 1989, les trois enfants d’André Masson créent le Comité Masson (Association Pour la protection et la diffusion de l’oeuvre d’André Masson). Ce Comité a pour but l’archivage des œuvres, des écrits et des photos d’André Masson. Des catalogues raisonnés ont déjà été publiés pour les sculptures, gravures et pour la première partie des tableaux. Il est composé de la famille et d’experts en art des oeuvres d’André Masson. Il fournit des certificats pour les œuvres. Le comité fourni son soutien pour toutes les expositions avec les œuvres d’André Masson dans les musées ou galeries dans le monde entier.

## Postérité
Gladys Masson, dite « Lily », fille d'André Masson et d'Odette Cabalé (née en 1920 à Paris) est devenue artiste peintre,.
Diego Masson et Luis Masson, les fils d'André Masson et Rose Maklès (nés en juin 1935 et septembre 1936 à Tossa de Mar), ont respectivement suivi des formations en musique et en théâtre et ont épousé deux des filles de l'architecte Fernand Pouillon, lequel avait dessiné les plans de l'atelier du peintre au Tholonet. Chef d'orchestre formé par Pierre Boulez, Diego est également compositeur et percussionniste. Pendant la guerre d'Algérie, il est membre du Réseau Jeanson. En 1960, il tente de faire franchir la frontière suisse à un déserteur. Ils sont arrêtés. Les autorités révèlent l'existence de cette filière d’hébergement et d'évasion et en surestiment l'importance. En juillet 1960, les juges militaires de Lyon condamnent Diego Masson à deux ans de prison.
Alexis Masson (né en 1965 à Paris), peintre et graveur, œuvre dans l'atelier de son grand-père au Tholonet.

## Œuvres
Plus de 90 œuvres de l'artiste sont au Centre national d'art et de culture Georges-Pompidou : 94 toiles, dessins, illustrations. On trouve aussi ses œuvres au Museum of Modern Art de New York, ainsi qu'à la Tate Gallery, et au Musée d'art moderne de la ville de Paris. 

### Peinture
Huile sur toile, sauf mention contraire.
- Le Cimetière, 1924
- L'Homme à l'orange, 1924
- Les Musiciens, 1924, 36 × 27 cm[46]
- Les Quatre éléments, 1924
- Le Tombeau au bord de la mer, 1924
- Les Constellations, 1925
- La Raie, 1925, 40 × 55 cm[47]
- Le Repas, 1925, 60 × 80 cm[48]
- La Métamorphose des amants, 1926, 101 × 89 cm, Paris, musée national d'Art moderne[49]
- L'Équarisseur , 1928
- Ibdes, 1935 exposé au Tate Modern[50]
- Le Jet de sang, 1936, 127 × 100 cm, Paris, musée national d'art moderne
- Corrida, 1937, 90 × 84,2 cm, Paris, galerie Louise Leiris
- Dans la tour du sommeil, 1938
- Le Labyrinthe, 1938, Paris, musée national d'art moderne[51]
- Le Chantier de Dédales, 1939
- La Femme paralytique, 1939
- Hôtel des oiseaux, 1939
- Gradiva, 1939, Centre Pompidou[52]
- Portrait d'André Breton, 1941, Centre Pompidou[53]
- La mer se retire d'André Masson, 1941 Nathalie Seroussi
- Enchevêtrement, 1941, Paris, musée national d'art moderne[54]
- La Pythie, 1943, Paris, musée national d'art moderne[55]
- La Sibylle, 1944
- Le Sanglier, 1946
- La Carrière Bibemus, 1948, musée d'art moderne de Belfort, donation Maurice Jardot
- Évocation d'Antonin Artaud, 1958
- Duo, 1963, 92 × 60 cm[56]
- Magie noire, 1964, 130 × 89 cm, Paris, galerie Hadrien-Thomas[57]
- L'Âme de Napoléon, 1968
- Poursuite, 82 × 116 cm[58]
- Le Voyageur, 50 × 65 cm, Centre culturel de l'Yonne, Auxerre[59]
- Fringance, 1960, collection municipale de Saint-Priest
- Le Parloir, Alger, musée national des beaux-arts d'Alger

### Dessin
- Pasiphaé, 1932, crayon de couleur, 49 × 63,8 cm[60]
- Massacre de chevaux, 1942, pastel sur carton[61]
- Terre érotique, 1943, encre de Chine, Paris, musée national d'art moderne[62]

### Illustrations
- Un coup de dés jamais n'abolira le hasard, texte de Stéphane Mallarmé [1897], Paris, Amateurs du livre et de l'estampe modernes, 1961.
- Miroir de la tauromachie, texte de Michel Leiris, avec 3 dessins d'André Masson, 1938.
- Toro, poème de Michel Leiris, avec 6 lithographies d'André Masson, 1951.
- Théodore Six,   texte texte le peuple est peuple le peuple est dieu ils m'ont assassiné avec 4 lithographies d'André Masson[Quoi ?]

### Sculpture
Bronze, sauf mention contraire.

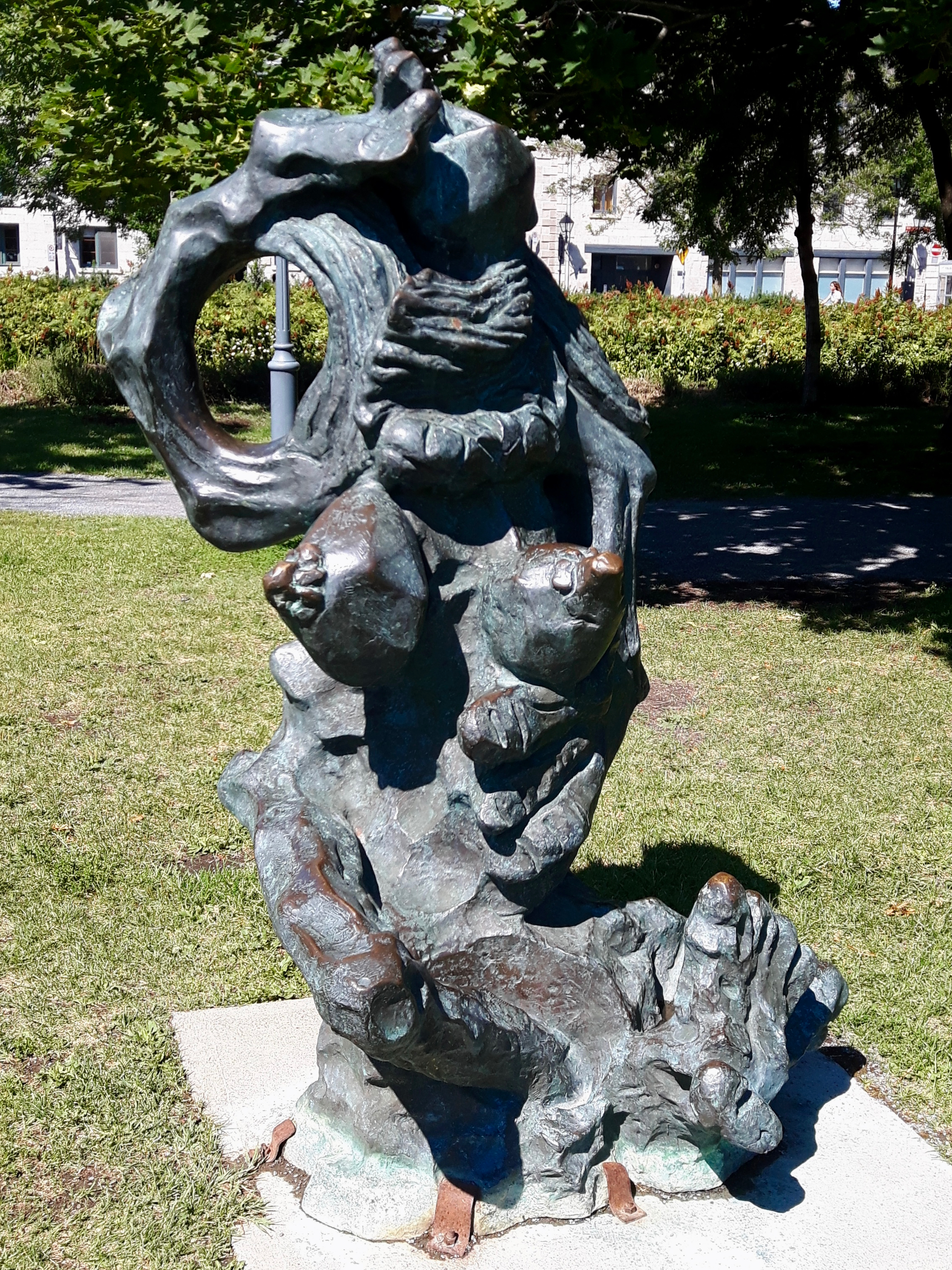
Femme tourmentée (1942), bronze, Montréal, Vieux-Port.

- La Jeune Fille au ballon vert à la bouche de pensée, assemblage d'objets, Exposition internationale surréaliste, Paris, 1938, connu par des photographies[réf. nécessaire].
- Dans la forêt, 1941, 13 × 16 cm.
- Femme tourmentée, 1941, 25,5 × 16 cm
- Femme tourmentée, 1942
- Mantes accouplées, 1942, 28,5 × 113 × 11,5 cm.
- Répulsion, 1943, 8 × 13 cm.
- Femme-feuille, 1943, 6,5 × 14,5 cm.
- Bacchantes, 1964, 11,7 × 11,5 cm.
- Saturne, 1964, 15,5 × 8 cm.
- Femme-arbre, 1973, 1,20 m.

### Théâtre

#### Costume
- 1946 : Hamlet de William Shakespeare, mise en scène Jean-Louis Barrault, théâtre Marigny

#### Costume et décor
- 1937 : Le Siège de Numance de Cervantes, mise en scène Jean-Louis Barrault, théâtre Antoine
- 1939 : La Faim d'après Knut Hamsun, mise en scène Jean-Louis Barrault, théâtre de l'Atelier
- 1940 : Médée d'Euripide, mise en scène Charles Dullin, Opéra de Paris
- 1959 : Tête d'or de Paul Claudel, mise en scène Jean-Louis Barrault, Odéon-Théâtre de France

#### Décors
- 1946 : Morts sans sépulture de Jean-Paul Sartre, mise en scène Michel Vitold, théâtre Antoine
- 1965 : le plafond du théâtre de l'Odéon

## Expositions principales
- 1924 : exposition particulière à la galerie Simon de Kahnweiler.
- 1937 : Fantastic Art. Dada. Surrealism au Museum of Modern Art, New York.
- 1938 : Exposition internationale du surréalisme, Paris.
- 1941 : rétrospective de son œuvre au musée de Baltimore.
- 1950 : rétrospective Masson-Giacometti à la Kunsthalle de Bâle.
- 1958 :
  - rétrospective de son œuvre gravé à l'Albertine de Vienne ;
  - Biennale de Venise où une salle lui est réservée.
- 1964 : rétrospective à l'Akademie der Kunst de Berlin puis au Stedelijk Museum d'Amsterdam.
- 1965 : rétrospective au musée national d'art moderne, Paris.
- 1967 : rétrospective au musée des beaux-arts de Lyon
- 1968 : rétrospective au musée Cantini de Marseille en juillet - août - septembre.
- 1969 : rétrospective au Palazzo dei Diamenti, Ferrare.
- 1976 :
  - rétrospective au MoMA de New York. L'exposition va ensuite à Houston et en 1977 au Grand Palais de Paris ;
  - rétrospective de ses dessins au musée d'art moderne de la ville de Paris.
- 1981-1982 : présentation de l'ensemble des œuvres de Masson appartenant aux collections publiques française au musée national d'Art moderne, Paris.
- 1983 : rétrospective des travaux de Masson pour la scène au théâtre du Rond-Point.
- 1985 :
  - rétrospective de gravures originales pour des ouvrages illustrés à la Fondation Royaumont ;
  - exposition rétrospective à Nîmes, puis Barcelone.
- du 6 avril au 5 septembre 2009 : Le bestiaire d'André Masson, musée de La Poste, Paris.
- 2016 : André Masson de Marseille à l'exil américain, musée Cantini, Marseille.
- du 29 mars au 2 septembre 2024 : André Masson. Il n’y a pas de monde achevé, Centre Pompidou Metz.

## Hommages
Dans le 13e arrondissement de Paris, une place et un square portent son nom et un stade a été inauguré en son nom à Rosières-en-Santerre.

#### Publications d'André Masson
- André Masson, Entretiens avec Georges Charbonnier, préface de Georges Limbour, Paris, Julliard, 1958 ; réédition Entretiens avec André Masson, Dimanche, 1995 (ISBN 2-86916-087-9).
- André Masson, La Mémoire du monde, Genève, Skira, 1974 (Préface-dialogue entre André Masson et Gaëtan Picon).
- André Masson, Le Vagabond du surréalisme, entretiens avec Gilbert Brownstone, Paris, Éd. Saint-Germain-des-Près, 1975.
- André Masson, Le Rebelle du Surréalisme, Paris, Éd. Hermann, 1976 (anthologie établie par Françoise Levaillant) ; réed. Le rebelle du surréalisme, Hermann, coll. « Collection Savoir », 2014 (ISBN 978-2-7056-8912-4, DOI 10.14375/NP.9782705689124, lire en ligne)
- André Masson, Les Années surréalistes. Correspondance 1916-1942, Lyon, La Manufacture, 1990 (édition établie et présentée par Françoise Levaillant, d’après le doctorat de F. Levaillant, André Masson : Lettres choisies 1922-1942, Université de Paris I, Panthéon-Sorbonne, 1986).